# Bortalaget
Bortalaget är en svensk dansbandskvartett från Äppelbo. Bandet har framträtt i TV ett flertal gånger, bland annat som husband i Ring Ling i TV 4 1992 och samma år i TV-julkalendern Klasses julkalender i SVT samt året efter i TV-serien Jag minns mitt 60-tal med Bernt Egerbladh.
Bandets basist Lars Christians var tidigare medlem i bandet Slam Creepers.

## Medlemmar[5]
- Lars Christians (Bas)
- Kuno Jansson (Gitarr, flöjt, dragspel)
- John Haglund (Trummor)
- Leif Eriksson (Klaviatur)